# Belsen Was a Gas
Belsen Was a Gas, conosciuta anche come Einmal War Belsen Wirflich Bortrefflich (Belsen Vos A Gassa), è un brano musicale altamente controverso del gruppo punk rock britannico Sex Pistols. La canzone cita il campo di concentramento nazista di Bergen-Belsen, che era stato liberato dalle truppe inglesi nel 1945, ed era quindi più conosciuto in Gran Bretagna rispetto ad altri lager simili dell'Europa dell'Est. Il testo del brano, insieme al fatto che Belsen viene nominato anche in un'altra canzone del gruppo, Holidays in the Sun del 1977, procurò forti accuse di anti-semitismo alla band.

## Il brano

### Composizione
Sid Vicious viene spesso accreditato di aver scritto la canzone quando ancora militava nel suo primo gruppo The Flowers of Romance, dato che un foglio di carta con il testo del brano scritto a penna è visibile in mano sua in una foto che appare nel libro di Jon Savage England's Dreaming. Certo è che la canzone venisse già suonata dal vivo dai Pistols nel dicembre 1977 durante la loro tournée nei Paesi Bassi. Così ne diede cronaca il quotidiano Evening News nella sua edizione del 17 dicembre 1977: 

### Polemiche

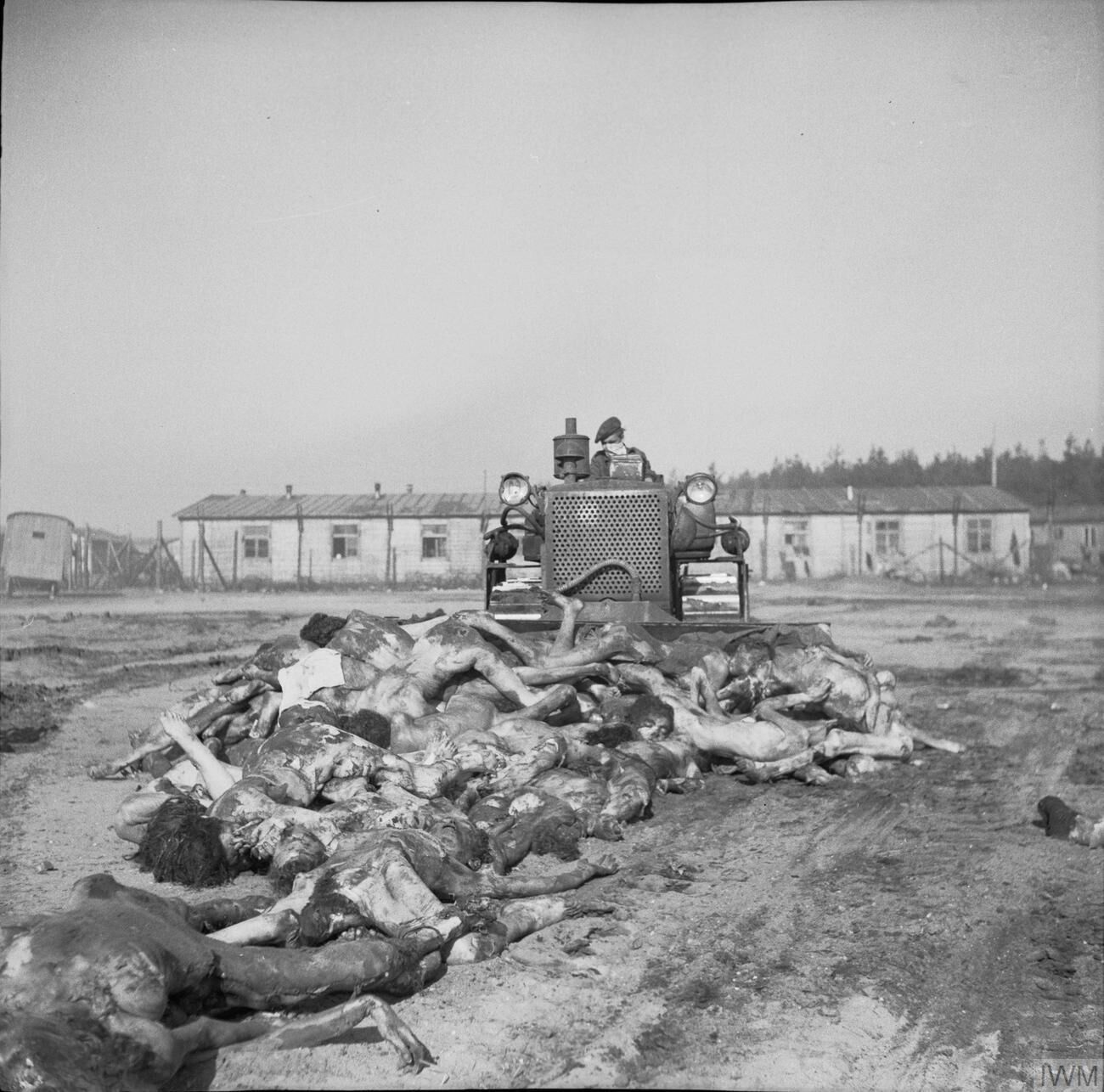
Un bulldozer dell'esercito britannico sposta un gruppo di cadaveri in una fossa comune a Belsen. 19 aprile 1945

Si presume che Vicious avesse scritto il brano come una sorta di "burla". Il titolo della composizione stessa è oggetto di polemica in quanto "Belsen was a gas" può voler dire in lingua inglese sia "Belsen era uno spasso" oppure "Belsen era una figata", ma anche "Belsen era una sciocchezza" (una cosa da poco) e infine "Belsen era un gas" con evidente riferimento al micidiale gas Zyklon B usato in molti campi di concentramento per uccidere gli ebrei; inoltre il termine "a gas" era anche un gergo di strada degli anni sessanta e settanta per indicare qualcosa di "grande", "forte", "divertente", ecc. (e con questa accezione l'espressione era stata usata nel 1968 dai Rolling Stones nella loro canzone Jumping Jack Flash)
Il macabro umorismo che pervade il testo del brano, non mancò comunque di indignare profondamente la comunità ebraica e la generazione cresciuta durante la seconda guerra mondiale, che aveva sofferto sotto i bombardamenti tedeschi e per la quale l'olocausto era un argomento altamente delicato da trattare. Il Dott. Jacob Gerwitz, direttore esecutivo del Consiglio dei Deputati degli Ebrei Britannici, ebbe a dichiarare:
La canzone era un altro tentativo da parte del gruppo di oltraggiare e scioccare la generazione creduta responsabile dei problemi sociali britannici dell'epoca. Notoriamente Sid Vicious indossava spesso una canotta riproducente una bandiera nazista, come anche erano soliti fare i membri del Bromley Contingent degli stessi Pistols ed altri musicisti della scena punk che si adornavano con simboli nazisti di vario genere. Esso era un atteggiamento non tanto di condivisione politica degli ideali del nazismo, dei quali molti giovani punk spesso non ne sapevano neanche il significato, ma più un modo oltraggioso e provocatorio di sbalordire gli "adulti" e i "benpensanti".
In relazione alle reiterate accuse di fascismo mosse al gruppo all'epoca dell'uscita della canzone, Johnny Rotten replicò così:

In retrospettiva John Lydon indicò che forse il gruppo si era spinto troppo in là con Belsen Was a Gas, scadendo nel cattivo gusto puro e semplice. Nel corso di un'intervista alla rivista Q nel 1996 egli affermò: "[la canzone] era una piccola cosa sciocca molto cattiva... che sarebbe dovuta rimanere inedita". Lydon si assunse comunque la responsabilità del testo della canzone, che si apre con le beffarde parole: 

### Versioni differenti
Il brano appare in due versioni sull'album The Great Rock 'n' Roll Swindle, la prima è una versione dal vivo presa dall'ultimo concerto dei Sex Pistols (San Francisco, 14 gennaio 1978), la seconda è una versione in studio leggermente differente dal punto di vista musicale e con Ronnie Biggs alla voce solista. Biggs insistette per modificare le liriche di suo pugno aggiungendo la seguente strofa: 
Alla fine della strofa aggiuntiva scritta da Biggs è inoltre presente un assolo di sassofono, strumento mai apparso in una canzone dei Pistols fino ad allora. L'originale invece termina bruscamente con Johnny Rotten che urla all'ascoltatore le parole: «Be a man / Kill a man / Be someone / Kill someone / Be a man / A real man / Kill yourself!» ("Sii uomo / Uccidi / Sii qualcuno / Uccidi qualcuno / Sii uomo / Uccidi te stesso!") lasciando ammutolito e basito per qualche istante il pubblico in sala prima dell'applauso finale. A proposito di questa versione, il celebre critico rock Lester Bangs scrisse: "È una delle cose più terrificanti che abbia mai sentito, ma chiarisce molto bene perché i Pistols hanno dovuto sciogliersi. Perché non si può andare avanti molto a lungo a dire le cose in modo esplicito prima di capire che la gente non riesce a cogliere l'ironia nemmeno in quelle: perché le parole non le ascolta proprio."
Entrambe le versioni della canzone sono accreditate a Steve Jones, Paul Cook, Johnny Rotten e Sid Vicious come compositori (anche se il testo della seconda versione era stato riscritto da Ronnie Biggs). Sulla maggior parte delle versioni dell'album, la versione live è indicata con il titolo Einmal War Belsen Bortrefflich mentre la versione con Biggs è Einmal War Belsen Wirflich Bortrefflich; entrambi titoli in lingua tedesca traducibili più o meno come "Una volta, Belsen era uno sballo" e "Una volta, Belsen era veramente uno spasso".
Nel cofanetto del 2002 intitolato Sex Pistols è stata inclusa un'altra versione live di Belsen Was a Gas sul terzo disco. Questa versione fu registrata il 10 gennaio 1978 al "Longhorn Ballroom" di Dallas, Texas, durante la tournée americana dei Pistols.

### Altre versioni
Quando i Sex Pistols si riunirono per un tour negli Stati Uniti nel 2003, appena dopo lo scoppio della guerra in Iraq, la band eseguì una versione adattata della canzone, intitolata Baghdad Was a Blast, come attacco alla politica mediorientale del presidente statunitense George W. Bush.
La seconda versione con Ronnie Biggs sarebbe dovuta originariamente essere pubblicata su singolo, ma dopo che alcuni negozi avevano bandito dai loro scaffali, e le radio si erano rifiutate di mandare in onda, il precedente singolo No One Is Innocent (proprio per la presenza di Biggs), l'idea venne scartata.
Sid Vicious, accreditato come uno dei compositori del brano, eseguì dal vivo la canzone in diverse occasioni, e la sua versione venne inclusa sull'album solista postumo Sid Sings. Sul disco in questione la canzone è accreditata al solo Vicious venendo annunciata al pubblico come "[written] by Sid Vicious!"

### Versione demo
Il nastro demo originale della canzone, datato 19 settembre 1977, indicata sulla scatola come Sid's Song ("la canzone di Sid") avvalorando così i crediti compositivi del brano nei confronti del defunto bassista; e ritenuto perduto da anni, è stato recentemente ritrovato durante il trasloco dell'archivio musicale della Virgin Records alla Universal Music Catalogue. Il nastro, che figura Rotten alla voce e Vicious al basso, sarà incluso nel box set del 35º anniversario dell'album Never Mind The Bollocks, Here's The Sex Pistols in uscita il 24 settembre 2012. Registrato nello studio di Denmark Street quando Rotten decise di aiutare Vicious a scrivere il testo, la traccia vocale del demo ha un forte effetto riverbero. In occasione della pubblicazione del demo, i produttori del box set dissero: «Con i suoi riferimenti al campo di concentramento nazista di Bergen-Belsen, Belsen Was a Gas rimane una delle canzoni più controverse dei Sex Pistols. Lo spinoso argomento trattato e lo humor nero del brano sono destinati a scioccare e provocare ancora a lungo».